# 艫作駅
艫作駅（へなしえき）は、青森県西津軽郡深浦町大字艫作字清滝にある、東日本旅客鉄道（JR東日本）五能線の駅である。青森県最西端の駅である。
普通列車のみ停車する。かつては臨時列車の快速「リゾートしらかみ」が停車していたが、ウェスパ椿山駅の開業で同駅が停車駅となった代わりに当駅は通過するようになった。

## 歴史

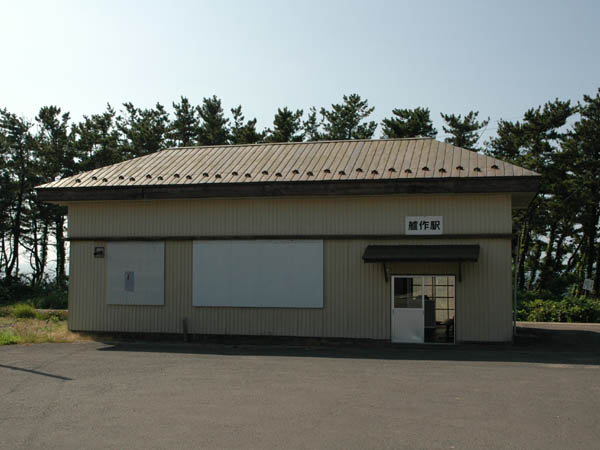
駅舎（2005年8月）

- 1936年（昭和11年）7月30日：開業[2][3]。
- 1971年（昭和46年）10月1日：貨物および荷物の扱いを廃止[4]。駅無人化[5]。ただし、翌年3月31日までは（日曜・祝日を除く）6時から15時半まで旅客扱い要員を1名配置する[6]。
- 1987年（昭和62年）4月1日：国鉄分割民営化により、東日本旅客鉄道の駅となる[3]。
- 2010年（平成22年）
  - 4月1日：深浦駅から五所川原駅に管理駅が変更となる。
  - 11月ごろ：新駅舎の供用を開始。
- 2024年（令和6年）10月1日：えきねっとQチケのサービスを開始[1][7]。

## 駅構造
単式ホーム1面1線を持つ地上駅である。かつては相対式ホーム2面2線だったが、無人化時に交換設備が撤去された。横取線を有する。
弘前統括センター（五所川原駅）管理の無人駅である。東北新幹線の新青森駅開業などに合わせて、2010年に老朽化していた駅舎の建て替えが行われた。木造平屋建て延べ床面積9.3平方メートルの建物で、「北前船と五能線の海」をコンセプトとし、駅舎外壁を青く塗装して出入口の上に船の形をした装飾を施している。装飾および内装材には秋田杉を使用している。

## 駅周辺
- 舮作崎
- 黄金崎
- 艫作埼灯台
- 舮作簡易郵便局
- 黄金崎不老不死温泉[2]
- 青森県道193号艫作艫作停車場線
  - 国道101号

## 隣の駅
東日本旅客鉄道（JR東日本）
■五能線
□快速
通過　
■普通
ウェスパ椿山駅 - 艫作駅 - 横磯駅